# Agustinos filipinos

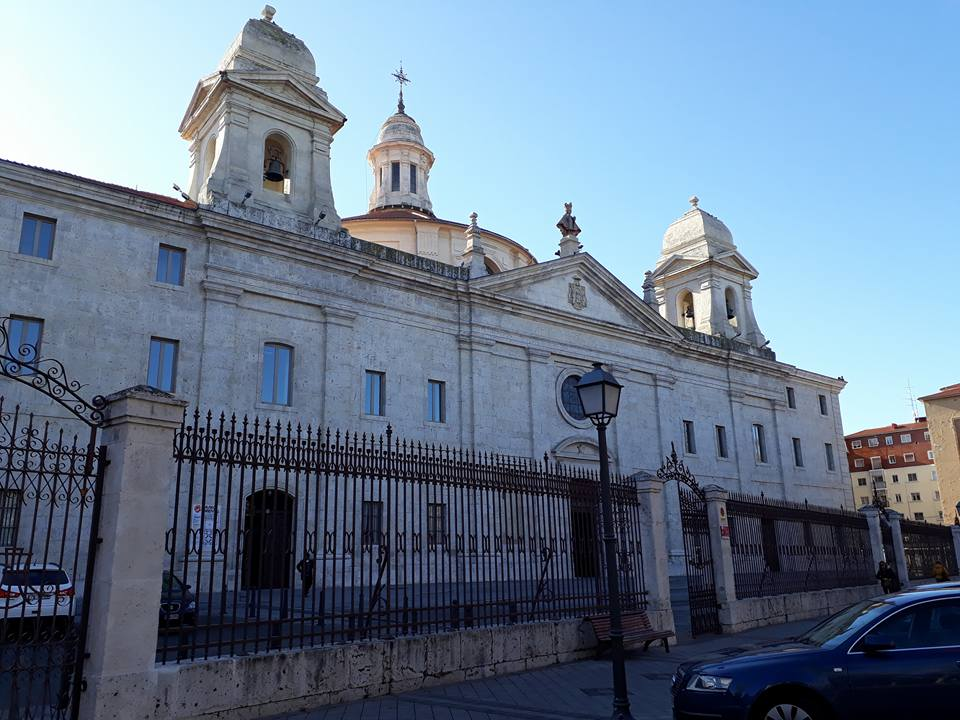
Fachada del Convento Agustino en Valladolid, España, que era el Real Colegio de Agustinos Filipinos.

Los agustinos filipinos fueron unos misioneros de la orden agustina.

## Historia de la Misión Agustina en Filipinas
Un antecente de la presencia de la Orden en Filipinas fueron las expediciones a estos territorios por parte de la Corona española:
- Expedición de Hernando de Magallanes y Juan Sebastián Elcano.
- Expedición de García Jofre de Loaísa.

Estas dos expediciones partieron desde España, por la ruta del Cabo de Hornos.
- Álvaro de Saavedra Cerón.
- Ruy López de Villalobos.
- Fray Andrés de Urdaneta y Miguel López de Legazpi.

Estas tres expediciones zarparon desde tierras novohispanas, hoy México.
A Filipinas llegaron los misioneros agustinos en la expedición del capitán Ruy López de Villalobos, quien zarpara de las costas de Navidad, en el actual Estado de Jalisco, México, llevando consigo a los padres fray Jerónimo de Santiesteban, fray Sebastián de Trasierra y fray Alonso de Alvarado, quienes arribaron a Mindanao y después de una serie de infortunios, peripecias y naufragios, volvieron a España por la ruta de la India.
Posteriormente, se armó otra expedición capitaneada por fray Andrés de Urdaneta, por Real Orden que expresamente le enviara Felipe II, acompañado del General Miguel López de Legazpi (1565). La narración de tales empresas puede verse en la magnífica obra de fray Diego Basalenque titulada Historia de la Provincia de San Nicolás Tolentino de Michoacán, escrita alrededor de 1640.

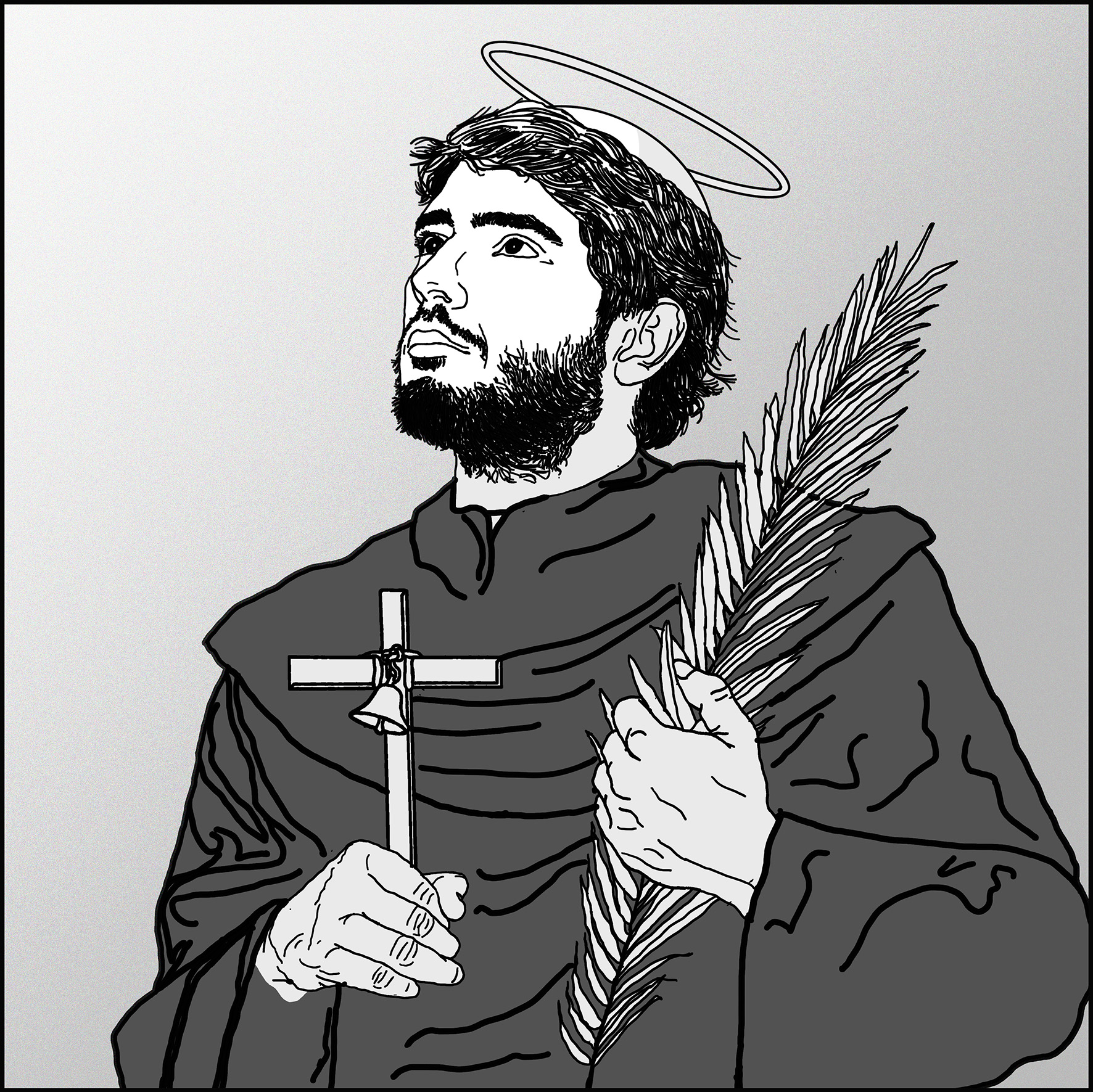
Fray León de San José, mártir agustino muerto en Filipinas (1740-41) con la palma del martirio y la cruz de misionero

## Provincia del Santísimo Nombre de Jesús de Filipinas
La Provincia del Santísimo Nombre de Jesús de Filipinas se inicia con la llegada a Filipinas de Fray Andrés de Urdaneta y cuatro frailes agustinos más en 1565.
Diez años más tarde, en 1575, los frailes agustinos Martín de Rada y Jerónimo Marín viajan a China, siendo los primeros españoles que llegaban a aquellas tierras. Desde entonces, durante 4 largos siglos, más de 3000 agustinos han desarrollado una inmensa labor misionera, cultural y social en Extremo Oriente. Esta tarea se extendió también al continente americano y continúa hasta hoy.
De esta Provincia nacieron las actuales Provincias Agustinas Matritense, España y Cebú (Filipinas). Y además ha contribuido a la restauración de las Provincias de Castilla, Colombia y Perú.
En el siglo XX se abrieron nuevos campos de misión: Vicariato Apostólico de Iquitos en el Perú, Tanzania, India, Nicaragua, El Salvador y Costa Rica. Ya en el presente siglo se ha abierto una nueva presencia en Honduras.
El Prior Provincial actual es el Padre Fr. Javier Antolín Sánchez, O.S.A.
- Datos: Q4821244